# Хантер, Уиллард
Уиллард Митчелл Хантер (англ. Willard Mitchell Hunter; 8 марта 1935, Ньюарк, Нью-Джерси — 3 февраля 2021, Омаха, Небраска) — американский бейсболист. Играл на позиции питчера. В Главной лиге бейсбола выступал в 1962 и 1964 годах.

## Биография
Уиллард Хантер родился 8 марта 1935 года в Ньюарке в Нью-Джерси. В детстве семья часто переезжала по всему Восточному побережью. Школу он окончил в Рединге в Пенсильвании. В 1954 году Хантер подписал профессиональный контракт с клубом «Бруклин Доджерс». Одновременно он поступил в университет Уэйк-Форест и посещал занятия в межсезонье.
Карьеру он начал в 1955 году в составе команды «Шони Хокс». В турнире лиги Сунер Стейт Хантер одержал шестнадцать побед при пропускаемости 2,77. В 234 проведённых иннингах он пропустиль лишь два хоум-рана. В сезоне 1956 года он играл за «Уичито-Фолс Спаддерс», а затем карьера Хантера прервалась на время службы в армии.
После возвращения тренерский штаб клуба перевёл его на позицию реливера. В 1960 году Хантер сыграл в 70 матчах за «Монреаль Роялс». Весной 1961 года он претендовал на место в основном составе «Доджерс», но проиграл борьбу Рону Перраноски. Чемпионат он провёл в «Омахе Доджерс», сыграв 101 иннинг и сделав 82 страйкаута.
Весной 1962 года Хантер попал в основной состав «Лос-Анджелес Доджерс». Он дебютировал в Главной лиге бейсбола 16 апреля, сыграв два иннинга и пропустив девять очков. После неудачной игры его вернули обратно в фарм-клуб, а в конце мая обменяли в «Нью-Йорк Метс». До конца сезона Хантер принял участие в 27 матчах с пропускаемостью 5,57, а отбивающие соперника играли против него с эффективностью 27,0 %. Следующий год он провёл на уровне AAA-лиги в составе «Баффало Байзонс». В «Метс» его вернули летом 1964 года. Хантер сыграл в 41 матче чемпионата, став одним из лучших питчеров-левшей в клубе. Его показатель ERA снизился до 4,41, он одержал три победы при трёх поражениях и сделал пять сейвов. После окончания сезона он перенёс операцию на плече. Весной 1965 года в состав «Метс» он не попал, недолго поиграл за «Баффало» и завершил карьеру.
Уиллард Хантер скончался 3 февраля 2021 года в Омахе.